# 宮城県立小松島支援学校
宮城県立小松島支援学校（みやぎけんりつ こまつしましえんがっこう）は、宮城県仙台市青葉区小松島新堤にある県立特別支援学校である。知的障害を主な教育領域とする。

## 概要
仙台市周辺部の「知的障害者に関する教育」の狭小化対策として、かつての宮城県立光明養護学校跡地の近辺に新設された学校。

## 学部
- 小学部
- 中学部
- 高等部

## 分校
- 宮城県立小松島支援学校松陵校

## 沿革
- 2013年 - 仙台市立長命ケ丘小学校内に宮城県立光明支援学校長命ケ丘分教室を開設。同分教室内に、宮城県立小松島支援学校(仮称)開校準備室を設置。
- 2014年4月1日 - 宮城県立小松島支援学校として開校。これに伴い、開校準備室を兼ねていた、宮城県立光明支援学校長命ケ丘分教室を本校に併合。
- 2018年4月1日 - （旧）仙台市立松陵小学校[1]跡地に、宮城県立小松島支援学校松陵校が開校（小学部・中学部のみ設置）。
- 2025年4月1日 - 松陵校を分離独立させる予定。

## アクセス
- JR仙山線利用の場合 東照宮駅より徒歩約18分
- 仙台市地下鉄南北線利用の場合 台原駅から徒歩約20分